# Gary Go

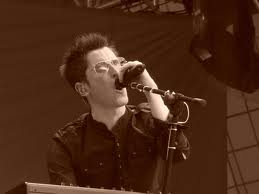
Gary Go (2009)

Gary Go (* 1985 in Wembley; bürgerlicher Name Gary Baker) ist ein britischer Pop-Sänger, Songwriter und Produzent. Seine erste Single Wonderful erreichte die Top 25 der britischen Charts. Sein Debüt-Album Gary Go erschien im März 2009.

## Biografie
Erste Aufmerksamkeit erhielt Gary Go 2007 mit seiner EP So So. Seine zweite EP The Diary of Rodney Harvey wurde vom amerikanischen Schauspieler Rodney Harvey inspiriert. Im Anschluss daran gründete Gary Go sein eigenes  Plattenlabel und begann sein erstes Album zu schreiben. Aufgenommen wurde es in London, Prag und New York. Anschließend unterzeichnete er bei der Plattenfirma Decca Records. Um seine Arbeit zu fördern, tourte er mit musikalischen Größen wie Amy Macdonald, The Fratellis, Take That oder später auch mit Lady Gaga.

## Diskografie

### Alben
- 2009: Gary Go
- 2012: Now Was Once The Future

### Singles
- 2009: Wonderful
- 2009: Open Arms
- 2009: Engines
- 2011: Cinema (mit Benny Benassi, US: Platin)

## Sonstiges
Verwendung fand die Single Wonderful für den Soundtrack des deutschen Filmes Männerherzen (2009) sowie als Einspieler in der Doku-Soap Undercover Boss.
Sie wurde auch beim Eurovision Song Contest 2011 in Düsseldorf gespielt, als während des Votings noch einmal alle Nummern im Kurzdurchlauf gezeigt wurden.
Für Männerherzen (2009) nahm Gary Go seinen Song "Brooklyn" von dem Album "Gary Go" erneut unter dem Titel "Berlin" auf.